# 姆斯季諾湖

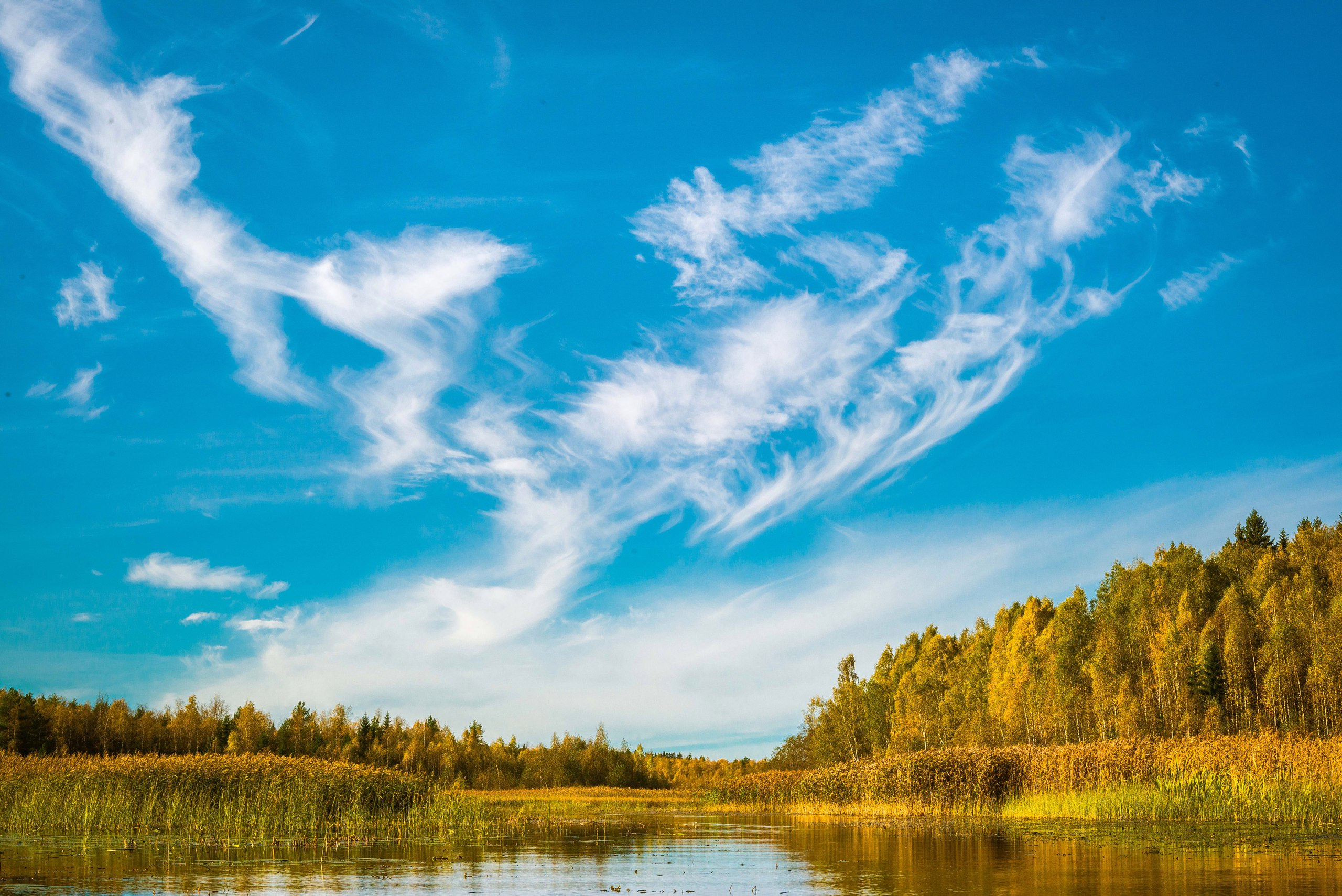
姆斯季諾湖

姆斯季諾湖（羅馬化：Mstino），是俄羅斯的湖泊，位於瓦爾代高地東北部，由特維爾州負責管轄，長10公里、寬1.5至2公里，面積12.5平方公里，海拔高度154米，最大水深10米，河水主要來自融雪。